# Маккейн, Джон
Джон Си́дней Макке́йн III (англ. John Sidney McCain III; 29 августа 1936, авиабаза ВВС США «Коко-Соло» — 25 августа 2018, Аризона, США) — американский политический и государственный деятель, сенатор США от штата Аризона (с 1987 года), кандидат в президенты США от республиканцев на выборах 2008 года.
Дед и отец Маккейна были адмиралами Военно-морских сил США. Джон Маккейн пошёл по их стопам и в 1958 году окончил Военно-морскую академию США, став лётчиком палубной авиации. Ветеран Вьетнамской войны. Был сбит советской ракетой над Ханоем в 1967 году, пробыл во вьетнамском плену пять с половиной лет и был выпущен в 1973 году по условиям Парижского соглашения.
В 1981 году Маккейн ушёл в отставку с военной службы, а в 1982 году был избран в Палату представителей Конгресса США от Республиканской партии. В 1986 году избран сенатором от Аризоны, переизбирался пять раз — в 1992, 1998, 2004, 2010 и в 2016 годах. В 2000 году пытался выставить свою кандидатуру в президенты США от Республиканской партии, но проиграл Джорджу Бушу-младшему на партийных выборах. На выборах 2008 года был кандидатом в президенты США от республиканцев, однако проиграл выборы кандидату от Демократической партии Бараку Обаме.

## Ранние годы и военная карьера

### Семья
Джон Сидней Маккейн третий родился 29 августа 1936 года на авиабазе ВВС США «Коко Соло» недалеко от города Колон в Панаме (в то время арендованная США Зона Панамского канала). Имел шотландские, ирландские и английские корни. Отец Маккейна, Джон Сидней «Джэк» Маккейн младший (1911—1981), был военно-морским офицером США, участником Второй мировой войны (в качестве офицера-подводника), завершившим службу в чине четырёхзвёздного адмирала. Награждён Серебряной и Бронзовой звёздами. Мать — Роберта Маккейн, урождённая Райт (1912—2020). Дед Джона Маккейна, Джон С. Маккейн, также имел чин четырёхзвёздного адмирала, являлся одним из основоположников авианосной стратегии Военно-Морского флота США, участвовал в сражениях на Тихоокеанском театре военных действий Второй мировой войны.
В детстве Джон много переезжал вместе с родителями в связи с частыми переводами его отца по делам службы (Нью-Лондон, штат Коннектикут; Пёрл-Харбор, штат Гавайи, другие военные базы на Тихом океане). По окончании второй мировой войны семья Маккейна перебралась в Вирджинию, где Джон поступил в школу Св. Стефана в городе Александрия, проучившись там до 1949 года. В 1951—1954 годах Маккейн посещал частную епископальную школу, где достиг особых успехов в спортивной борьбе. Из-за частых переездов отца в общей сложности Маккейн учился примерно в 20 различных школах. В детские годы отличался энергичным характером, вспыльчивостью и агрессивностью, стремлением побеждать в соперничестве со сверстниками.
С детства Маккейн принадлежал к Епископальной церкви США, но в 2007 году перешёл в Баптистскую церковь Финикса в Аризоне, входящую в состав Южной баптистской конвенции — придерживающейся консервативных взглядов крупнейшей протестантской деноминации в США), к которым принадлежит его вторая жена.

### Образование, начало военной службы и первый брак
Следуя по стопам отца, после окончания школы Маккейн поступил в Военно-морскую академию в Аннаполисе, окончил её в 1958 году. Ежегодно Джон получал не менее 100 выговоров и часто подвергался взысканиям за нарушение дисциплины и несоблюдение военного устава, от нечищенных сапог до неуместных высказываний в адрес начальства. В то же время при росте 1 метр 70 см и весе в 58 кг он отличался как способный боксёр в лёгком весе. Маккейн получал хорошие отметки лишь по тем предметам, которые его интересовали: история, английская литература и государственное управление. Тем не менее из 899 выпускников 1958 года Джон Маккейн показал 894-й результат.

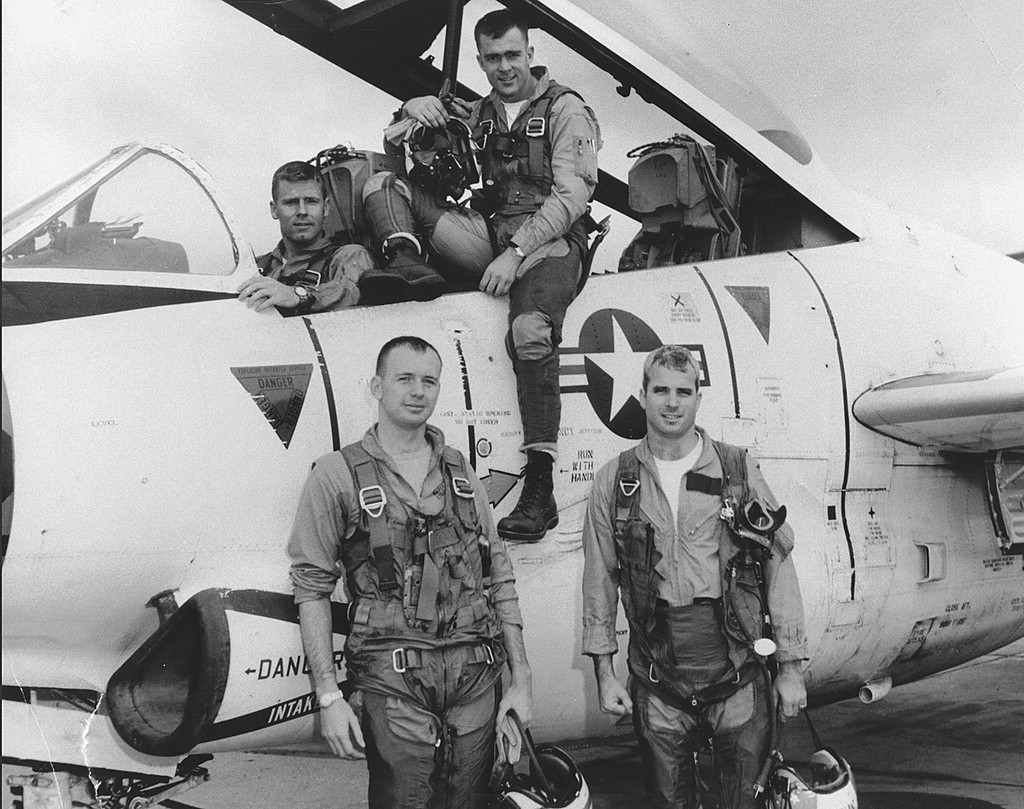
Маккейн (справа внизу) с лётчиками своей эскадрильи

В 1958—1960 годах в течение полутора лет проходил подготовку на штурмовике Дуглас A-1 «Скайрейдер» на базах морской авиации Пенсакола во Флориде и «Корпус Кристи» в Техасе. За это время он заработал репутацию «тусовочного человека», водил Шевроле Корвет, встречался со стриптизёршей по прозвищу «Мария — пламя Флориды» и, как позже заметил сам Маккейн, «напрасно тратил молодость и здоровье». Джон был воздушным лихачом и редко засиживался за руководством по лётной эксплуатации. Во время тренировок в Техасе двигатель на самолёте Маккейна вышел из строя, что привело к аварии при посадке. Пилот отделался лёгкими ушибами. В 1960 году Маккейн окончил лётную школу и стал пилотом штурмовика в морской авиации.
С 1960 года служил на авианосцах «Интрепид» и «Энтерпрайз» в Карибском море. Проходил службу на «Энтерпрайз» во время Карибского кризиса и военно-морской блокады Кубы в октябре 1962 года. Во время службы в Испании по неосторожности зацепил в полёте линии электропередач, и этот инцидент стал причиной его перевода на базу ВМС «Меридиан» в Миссисипи, где он стал инструктором.
В 1964 году познакомился с моделью из Филадельфии Кэрол Шепп, на которой женился 3 июля 1965 года. Маккейн усыновил двух её сыновей от первого брака (с одноклассником Джоном) — Дуга (3 года) и Энди (5 лет). В сентябре 1966 года у них родилась дочь Сидни.
В ноябре 1965 года с Маккейном вновь произошёл несчастный случай. Перед заходом на посадку заглох двигатель. Джон успешно катапультировался, но самолёт разбился. Маккейн просил начальство перевести его с инструкторской должности на боевую службу. В конце 1966 года его перевели на авианосец «Форрестол». Маккейн продолжил военную службу на штурмовике Дуглас A-4 «Скайхок». К марту 1967 года его отец уже стал главнокомандующим Военно-морскими силами США в Европе и проходил службу в Лондоне.

### Участие в войне во Вьетнаме
Весной 1967 года «Форрестол» был переведён в акваторию Тихого океана для участия в операции «Раскаты грома». Маккейн, как и его сослуживцы, выражал недовольство тем, что список целей был ограничен, так что их приходилось поражать много раз, при этом без гарантии того, что именно эти цели являлись значимыми для победы в войне. При этом американским лётчикам приходилось преодолевать систему ПВО, созданную при участии Советского Союза.
29 июля 1967 во время пожара на «Форрестоле» Маккейн чуть было не погиб. Самолёты были готовы ко взлёту, когда из самолёта F-4, стоявшего напротив самолёта Маккейна, самопроизвольно стартовала ракета Zuni (известная своей ненадёжностью). По одной версии, она попала в топливный бак самолёта самого Маккейна, по другой — в соседний. Возник пожар, перекинувшийся на остальные самолёты. В результате пожара стали рваться подвешенные к самолётам бомбы. В катастрофе погибли 134 и ранен 161 моряк ВМС США. Были безвозвратно утеряны более 20 самолётов. Маккейн был ранен шрапнелью в ноги и грудь. Существующие утверждения о его причастности к возникновению пожара (якобы неуправляемая ракета стартовала от выхлопа двигателя его самолёта) ничем не подтверждаются: самолёт Маккейна стоял на краю палубы соплом в сторону моря, и выхлоп физически не мог повлиять на ракету, подвешенную на «Фантоме» в 30 метрах перед ним.
После того, как «Форрестол» был отправлен в ремонт, 30 сентября 1967 Маккейн был переведён на авианосец «Орискани» в 163-ю штурмовую эскадрилью. Всего до конца октября 1967 года он совершил 22 боевых вылета, в том числе на цели в районе Хайфона и Ханоя.

### Плен

Вьетнамцы вытаскивают сбитого Маккейна из озера Чукбать в центре Ханоя

26 октября 1967 года Маккейн в составе группы из 20 самолётов вылетел на бомбардировку электростанции в центре Ханоя и был сбит зенитной ракетой ЗРК С-75. Лётчик катапультировался и приводнился в озеро Чукбать в центре Ханоя. При этом он сломал обе руки и ногу и был избит вьетнамскими солдатами. В таком состоянии Маккейн был помещён в тюрьму, где содержались пленные американцы.

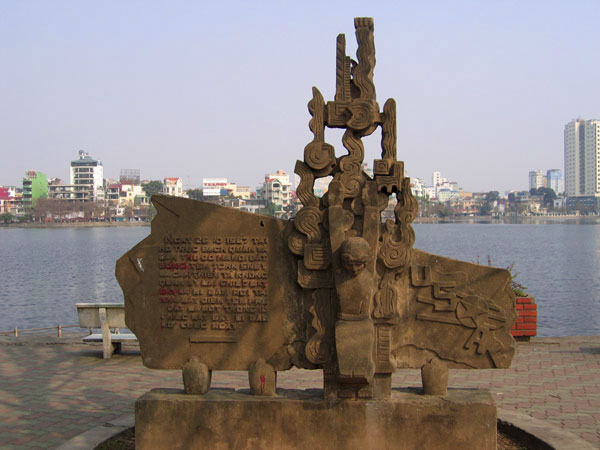
Памятник в Ханое на месте пленения Джона Маккейна

На допросе он, в соответствии с американским военным уставом, назвал только краткие сведения о себе — по фамилии вьетнамцы установили, что они взяли в плен сына высокопоставленного американского офицера. Ему была оказана медицинская помощь, и о его пленении было официально объявлено. Он шесть недель провёл в больнице, в этот период к нему допустили французского тележурналиста, его посещали видные вьетнамские деятели, считавшие Маккейна представителем американской военно-политической элиты. В декабре 1967 года потерявшего 26 кг и поседевшего (позднее он получил прозвище «Белый торнадо») Маккейна перевели в лагерь военнопленных в Ханое, где о нём заботились товарищи по плену. В марте 1968 года он был помещён в одиночную камеру.
В июле 1968 года отец Маккейна стал главнокомандующим Тихоокеанским флотом США и, соответственно, командующим американскими военно-морскими силами на Вьетнамском театре военных действий. Тогда северовьетнамские власти в пропагандистских целях предложили Маккейну освободить его раньше товарищей, однако он заявил, что принял бы предложение только в том случае, если бы также были освобождены американские военнослужащие, попавшие в плен раньше него. Об отказе Маккейна от освобождения вьетнамские чиновники сообщили американскому представителю на Парижских мирных переговорах Авереллу Гарриману.
В августе 1968 года Маккейна подвергали постоянным избиениям (каждые два часа), стремясь сломить его волю. В это же время он болел дизентерией. Переломы, полученные в эти дни, привели к тому, что Маккейн потерял способность поднимать руки выше головы. Позднее он вспоминал: «Я узнал то, что все мы узнали там: каждый человек имеет свой предел. Я достиг своего».
Он утверждал, что каждое утро к нему входил надзиратель и требовал, чтобы заключённый кланялся ему, и, в ответ на отказ, наносил ему удар в висок. Кроме того, Маккейна пытались силой заставить выдать военную информацию — после очередных избиений он заявил, что согласен назвать фамилии своих товарищей по эскадрилье, после этого перечислив вьетнамцам список футболистов команды «Грин Бэй Пэкерс».
Летом 1969 года один из освобождённых из плена американцев сообщил о пытках, которым он подвергался. После этого обращение с военнопленными улучшилось. В октябре того же года Маккейн был переведён в тюрьму «Хоало», известную среди американских пилотов под ироническим названием «Ханой Хилтон». Там он продолжал отказываться встречаться с американскими антивоенными активистами и журналистами, сочувствовавшими Северному Вьетнаму. Всего Маккейн провёл в плену 1967 дней (пять с половиной лет) и был освобождён 15 марта 1973 года, после подписания между США и ДРВ Парижских мирных соглашений.
В 2009 году, во время визита по странам Восточной Азии, повторно посетил свой тюремный блок, где к тому моменту вьетнамскими властями был открыт музей.

### Завершение военной службы, развод и второй брак
После возвращения из плена Маккейн остался на военной службе. Фотография его встречи с президентом Ричардом Никсоном 14 сентября 1973 года на приёме в Белом доме приобрела широкую известность (Маккейн в то время ещё передвигался на костылях).

Джон Маккейн встречается с президентом Ричардом Никсоном

В 1973—1974 годах он учился в Национальном военном колледже (Вашингтон, округ Колумбия) и проходил курс весьма изнурительной и болезненной физической терапии, после которого снова смог обходиться без костылей и восстановить свою квалификацию пилота. В конце 1974 года он был назначен на службу в учебную эскадрилью, размещённую на военно-морском аэродроме Сесил Филд близ Джексонвилла, штат Флорида, а затем стал её командиром. С его организаторскими способностями связывали улучшение боеготовности этого подразделения. В 1977 году Маккейн стал морским офицером связи при американском сенате — позднее он назвал этот опыт «реальным входом в мир политики». В 1981 году, понимая, что последствия ранений и травм не позволят ему достичь адмиральского чина (подобно деду и отцу), он покинул действительную службу в чине капитана первого ранга. За время военной службы он был награждён медалями Серебряная звезда, Бронзовая звезда, Легион почёта, Пурпурное сердце и Крестом за выдающиеся лётные достижения.
Вскоре после возвращения Маккейна из плена он разошёлся с женой, которая ещё в 1969 году попала в тяжёлую автокатастрофу, после чего в значительной степени утратила привлекательность. Маккейн взял ответственность за крушение своего первого брака на себя; позднее он писал о своём собственном эгоизме и незрелости того времени и о том, что он не может избежать признания своей вины, ссылаясь на свой вьетнамский плен. 2 апреля 1980 года супруги официально развелись; при этом Маккейн оставил своей бывшей супруге дома в Виргинии и Флориде, а также продолжал финансировать её лечение.
Уже 17 мая 1980 года он вступил в новый брак с Синди Лу Хенсли, преподавательницей из Финикса, штат Аризона и дочерью местного крупного бизнесмена Джеймса Уиллиса Хенсли (жена унаследовала огромную компанию, торгующую пивом).
В 1984 году у них родилась дочь Меган, в 1986 году — сын Джон Сидни IV («Джек»), как и отец, получивший образование в военно-морском училище в Аннаполисе, в 1988 году — сын Джеймс, в 2006 году поступивший в морскую пехоту и в конце 2007 года направленный для прохождения службы в Ирак.
В 1991 году супруги взяли в семью трёхмесячную девочку из Бангладеш, находившуюся в приюте матери Терезы и нуждавшуюся в лечении в США — её назвали Бриджит. После прохождения всех формальностей она была удочерена в 1993 году.

## Политическая карьера
Член Республиканской партии c 1982 года.

### Конгрессмен
При активной поддержке тестя Маккейн включился в политическую жизнь США и уже в ноябре 1982 года был избран членом Палаты представителей Конгресса США от первого избирательного округа штата Аризона как республиканец. Спустя два года он легко переизбрался на новый двухгодичный срок. Маккейн, в целом, поддерживал политический и экономический курс президента Рональда Рейгана. Однако он проголосовал против пребывания в Ливане американских морских пехотинцев, входивших в состав многонациональных сил, так как не видел перспектив для военного присутствия США в этой стране. С этим голосованием, шедшим вразрез с интересами республиканской администрации, связывают начало складывания репутации Маккейна как политика-индивидуалиста. Через месяц после этого голосования американская морская пехота понесла значительные потери в результате взрыва бейрутских казарм, что подтвердило правоту Маккейна.
Во время своего пребывания в Палате представителей Маккейн специализировался на проблемах индейцев и участвовал в проведении закона об экономическом развитии индейских территорий, подписанного в 1985 году. В том же году он впервые после плена посетил Вьетнам вместе с легендарным журналистом Уолтером Кронкайтом.

### Сенатор
В ноябре 1986 года Маккейн был избран сенатором США от штата Аризона, сменив в этом качестве Барри Голдуотера — бывшего республиканского кандидата на президентских выборах 1964 года. На этих выборах он получил 60 % голосов избирателей. Официально срок его полномочий начался в январе 1987 года. Он переизбирался в сенат в ноябре 1992 года (56 %), ноябре 1998 года (69 %), ноябре 2004 года (77 %, причём за Маккейна на этот раз голосовали даже большинство избирателей-демократов Аризоны) и в ноябре 2010 года (58,7 %).
С 1987 года Маккейн работал в комитетах Сената по делам вооружённых сил, по торговле и по делам индейцев. В 1995—1997 и 2005—2007 годах он был председателем комитета по делам индейцев, в 1997—2001 и 2003—2005 годах — председателем комитета по торговле.
С января 2007 года — старший представитель меньшинства в комитете по вооружённым силам. С 2015 года — Глава комитета по вооружённым силам в сенате США.
С 1993 года Маккейн является председателем совета директоров Международного республиканского института.

### Маккейн и проблема финансирования избирательных кампаний
В начале своего пребывания в Сенате Маккейн оказался вовлечён в громкий политический скандал, связанный с деятельностью банкира Чарльза Китинга, являвшегося в 1982—1987 одним из его политических спонсоров (всего Китинг финансово поддерживал избирательные кампании пятерых сенаторов США, — «пятёрку Китинга». Кроме того, Маккейн и его семья совершили, как минимум, девять поездок за счёт Китинга — позднее он вернул их стоимость, составлявшую более $13 тыс. Когда у Китинга начались финансовые проблемы, Маккейн неоднократно встречался с финансовыми регуляторами (курирующими сберегательные банки США) для того, чтобы оказать помощь Китингу. Поддержка со стороны Маккейна, как и других сенаторов, не привела ни к каким результатам, кроме морального ущерба для них (позднее финансовая компания Китинга обанкротилась, он сам провёл в тюрьме пять лет, хотя и смог расплатиться с большинством потерпевших). Хотя Маккейн и не был обвинён в противозаконных действиях, но комитет Сената по этике сделал ему замечание в связи с данной историей; сам он признал ошибочность своего поведения в этом деле.
После «дела Китинга» Маккейн стал активно критиковать влияние больших денег на американскую политику. К 1994 году он вместе с сенатором Расселом Файнголдом (демократом от штата Висконсин) разработал законопроект об ограничении политических пожертвований в избирательные кампании для корпораций и других организаций — в том числе для того, чтобы избежать повторения ситуаций, подобных «делу Китинга». Законопроект Маккейна — Фейнгольда встретил решительное противодействие со стороны видных деятелей обеих ведущих партий США, но встретил поддержку в СМИ и обществе. В 1995 году первая версия этого закона была внесена в Сенат, но провалена в следующем году, это же повторилось в 1998 и 1999 годах. Закон Маккейна — Фейнгольда был принят лишь в 2002 году (он получил известность как Двухпартийный закон о реформе избирательных кампаний) после скандального дела Enron, повысившего внимание общества к проблеме коррупции. Этот закон считается основным достижением Маккейна во время его сенаторской карьеры; он также повысил его известность как «политического индивидуалиста».
Джон Маккейн очень любил песню «Take a Chance on Me» группы ABBA. Он обещал, что в случае его победы «Take a Chance on Me» будет звучать во всех лифтах Белого дома. Известно также, что перед важными публичными выступлениями он слушает эту песню на большой громкости. Маккейн даже обратился к членам группы ABBA за разрешением использовать песню в качестве официального гимна предвыборной кампании, но они запросили слишком высокую сумму (возможно, что они просто не хотели, чтобы их музыка ассоциировалась с республиканцами).

### Другие аспекты деятельности в Сенате
В начале 1990-х годов Маккейн, совместно с другим ветераном вьетнамской войны, сенатором Джоном Керри, занимался проблемой американских военнослужащих, пропавших без вести во Вьетнаме, в связи с чем вновь неоднократно посещал эту страну. Деятельность Маккейна способствовала нормализации американо-вьетнамских отношений. В этот же период наладились его отношения с Керри — ранее Маккейн воспринимал его резко негативно из-за участия Керри в антивоенном движении после возвращения из Вьетнама.
В качестве председателя комитета по торговле Маккейн выступал за увеличение налогов на сигареты с тем, чтобы эти средства пошли на финансирование антитабачных кампаний, на сокращение числа курильщиков-подростков, на увеличение исследований в области здравоохранения и на компенсацию затрат системы здравоохранения, связанных с последствиями курения. При этом он получил поддержку демократической администрации Билла Клинтона, но разошёлся с большинством сенаторов от собственной партии — в результате его инициатива не была реализована.
В период президентства Джорджа Буша-младшего Маккейн голосовал против законов о снижении налогов в 2001 и 2003 годах. В 2001 году он был одним из двух сенаторов-республиканцев, которые не поддержали этот закон в связи с тем, что снижение налогов не сопровождалось сокращением бюджетных расходов. В 2003 году, по его мнению, снижение налогов было неразумно из-за войны в Ираке. Впрочем, в 2006 году он поддержал снижение налогов, чтобы не допустить их роста в этот период.
Сторонник войны в Ираке, Маккейн, однако, выступил в 2005 году с законодательной инициативой, которая запрещала негуманное обращение с заключёнными, включая находящихся в тюрьме в Гуантанамо. Свою роль в такой позиции Маккейна сыграл его собственный опыт военнопленного. «Поправка Маккейна» была принята Сенатом, а президент Буш, первоначально не исключавший возможности применения вето, в декабре 2005 года всё же подписал соответствующий закон.

### Кандидат в президенты-2000

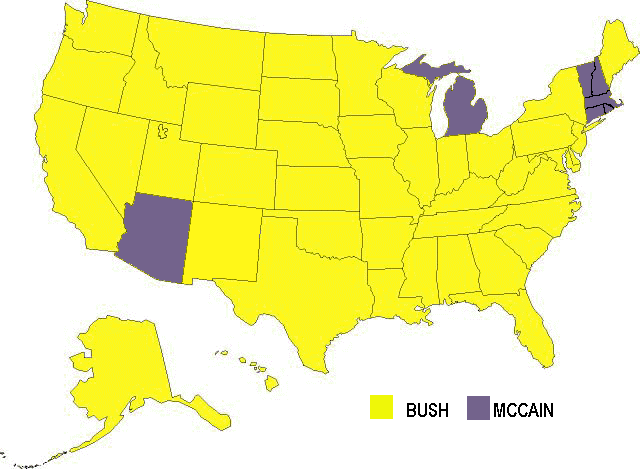
Результаты праймериз республиканской партии 2000 года.

В 2000 году Маккейн участвовал в президентских «праймериз» от Республиканской партии, став наиболее серьёзным конкурентом Джорджа Буша-младшего. Ему удалось одержать победу в Нью-Гемпшире, Аризоне, Мичигане и штатах Новой Англии — Массачусетсе, Род-Айленде, Коннектикуте, Вермонте. На его стороне выступила либеральная часть республиканцев, а против него активно действовали консервативные протестантские деятели, которых Маккейн подверг критике как «самозваных лидеров».
Во время избирательной кампании против Маккейна были применены «грязные технологии», рассчитанные на консервативную часть республиканских избирателей — так, перед психологически важными «праймериз» в Южной Каролине был распространён слух о том, что у Маккейна есть незаконная дочь от связи с афроамериканкой. Этот слух был связан с фактом удочерения им девочки из Бангладеш, но за оставшееся до «праймериз» время Маккейн не успевал сообщить избирателям правду. В результате он проиграл, получив 42 % голосов против 53 %, отданных за Буша. 9 марта 2000 Маккейн, потерпев поражение на праймериз в ключевых штатах, отказался от дальнейшего участия в избирательной кампании.
Во время избирательной кампании 2004 года Маккейн рассматривался командой демократического претендента Джона Керри как возможный кандидат в вице-президенты, способный привлечь голоса либеральных республиканцев. Однако Маккейн отказался от этого предложения, сохранив верность республиканской партии и поддержав кандидатуру Джорджа Буша на второй президентский срок.

## Избирательная кампания-2008

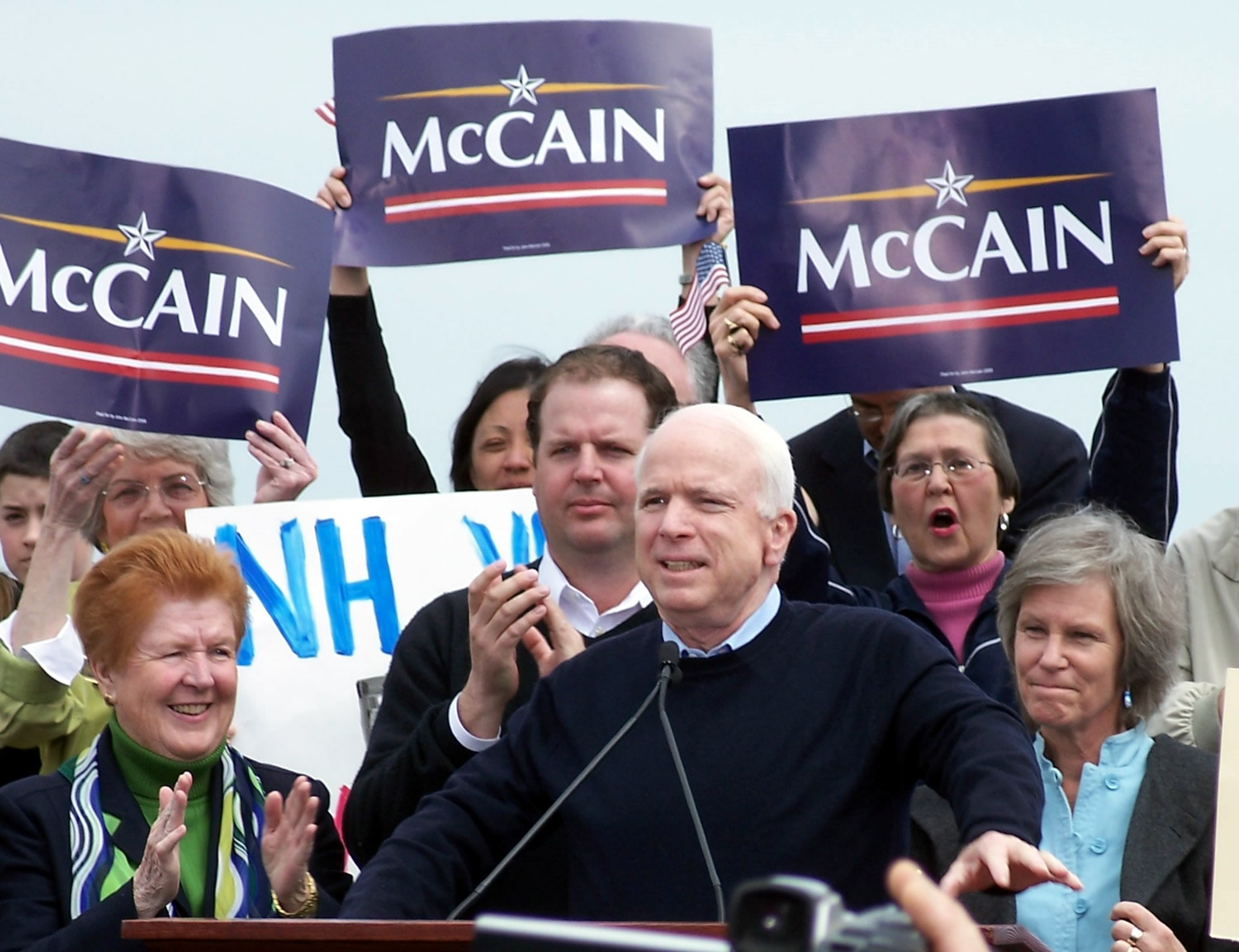
Маккейн с избирателями

28 февраля 2007 года Маккейн объявил о начале своей президентской избирательной кампании 2008 года, став одним из наиболее известных американским избирателям кандидатов (в частности, за счёт опыта кампании 2000 года). Перед этим он стремился нормализовать свои отношения с консервативными христианскими проповедниками. Однако позиция Маккейна по вопросам иммиграции вызвала снижение его популярности среди республиканских избирателей и, как следствие, уменьшение поступлений в избирательный фонд к середине 2007 года.
Избирательный штаб Джона Маккейна возглавил политический консультант, бизнес-партнёр Пола Манафорта Рик Дэвис.
Но на старте избирательной кампании 2008 года Маккейн одержал победу на «праймериз» в Нью-Гемпшире, Южной Каролине и Флориде, что сделало его лидирующим кандидатом среди республиканцев. Он упрочил свои позиции во время «супервторника» 5 февраля 2008 года, победив в наиболее электорально значимых штатах — Нью-Йорк и Калифорния — а также в Коннектикуте, Иллинойсе, Нью-Джерси, Делавэре, Оклахоме, Миссури, Аризоне. В течение февраля закрепил своё лидерство, победив в штатах Вашингтон, Виргиния, Мэриленд, Висконсин, округе Колумбия. 4 марта он одержал победу в штатах Вермонт, Род-Айленд, Огайо и Техас, обеспечив выдвижение своей кандидатуры от Республиканской партии на президентских выборах 2008 года.
5 марта кандидатуру Маккейна во время личной встречи поддержал президент Джордж Буш, заявивший: «Этот парень проявил невероятную смелость, силу характера и настойчивость для того, чтобы дойти до этого момента. Это именно тот человек, который нам необходим как президент, тот, кто может принимать твёрдые решения, кто не будет пасовать перед лицом опасности».
(В то же время, учитывая непопулярность Буша в конце его правления, newsru.com отмечала: «Буш оказался на обочине избирательной кампании, в которой даже республиканский кандидат держит его на расстоянии. „Если ему так угодно, я готов… не поддерживать его“, — пошутил недавно он в присутствии Джона Маккейна».)
О Маккейне очень жёстко отозвался Фидель Кастро в ряде специально посвящённых ему статей под общим заглавием «Кандидат-республиканец», где, в частности, отверг утверждения Маккейна о том, что кубинцы пытали американских военнопленных во Вьетнаме.
Одним из своих предвыборных предложений Маккейн заявил о необходимости создания «нового ООН, без России и Китая», по его мнению необходимо создать новую организацию, которая бы определяла политику «демократической части мирового сообщества» — ей могла бы стать «Лига демократий», объединившая в своих рамках «более сотни демократических государств».
29 августа Джон МакКейн объявил губернатора штата Аляска Сару Пейлин кандидатом в вице-президенты США.
24 сентября МакКейн заявил о приостановлении своей кампании в связи с необходимостью преодолению ипотечного и финансового кризиса, но в дальнейшем кампания продолжилась.

## Болезнь, возвращение в Сенат и смерть
14 июля 2017 года Маккейн подвергся малоинвазивной операции (краниотомия) в больнице Майо (филиал в Финиксе, штат Аризона) с целью удаления сгустка крови из левого глаза. Его отсутствие побудило лидера большинства в Сенате Митча Макконнелла отложить голосование по вопросу принятия проекта закона о здравоохранении (Better Care Reconciliation Act). Через пять дней врачи клиники Майо объявили, что лабораторные результаты Маккейна показывают наличие глиобластомы, агрессивной злокачественной опухоли мозга. Маккейн прошёл стандартное лечение, включающее в себя химиотерапию и облучение. До этого он уже болел раком, но выздоровел. В 2000 году Маккейн подвергался операции по удалению меланомы, после чего на его левой щеке остался шрам.
Президент Дональд Трамп выступил с заявлением в поддержку Маккейна, как и другие политики, включая экс-президента Обаму. 19 июля сенатский офис Маккейна выпустил заявление, что сенатор «высоко ценит выражения поддержки, которые он получал в последние дни. Он находится в добром здравии и выздоравливает дома с семьёй в Аризоне. Он благодарен докторам и персоналу клиники Майо за их необычайный уход и уверен в эффективности дальнейшего лечения». 24 июля Маккейн объявил через Твиттер, что вернётся в Сенат на следующий день.

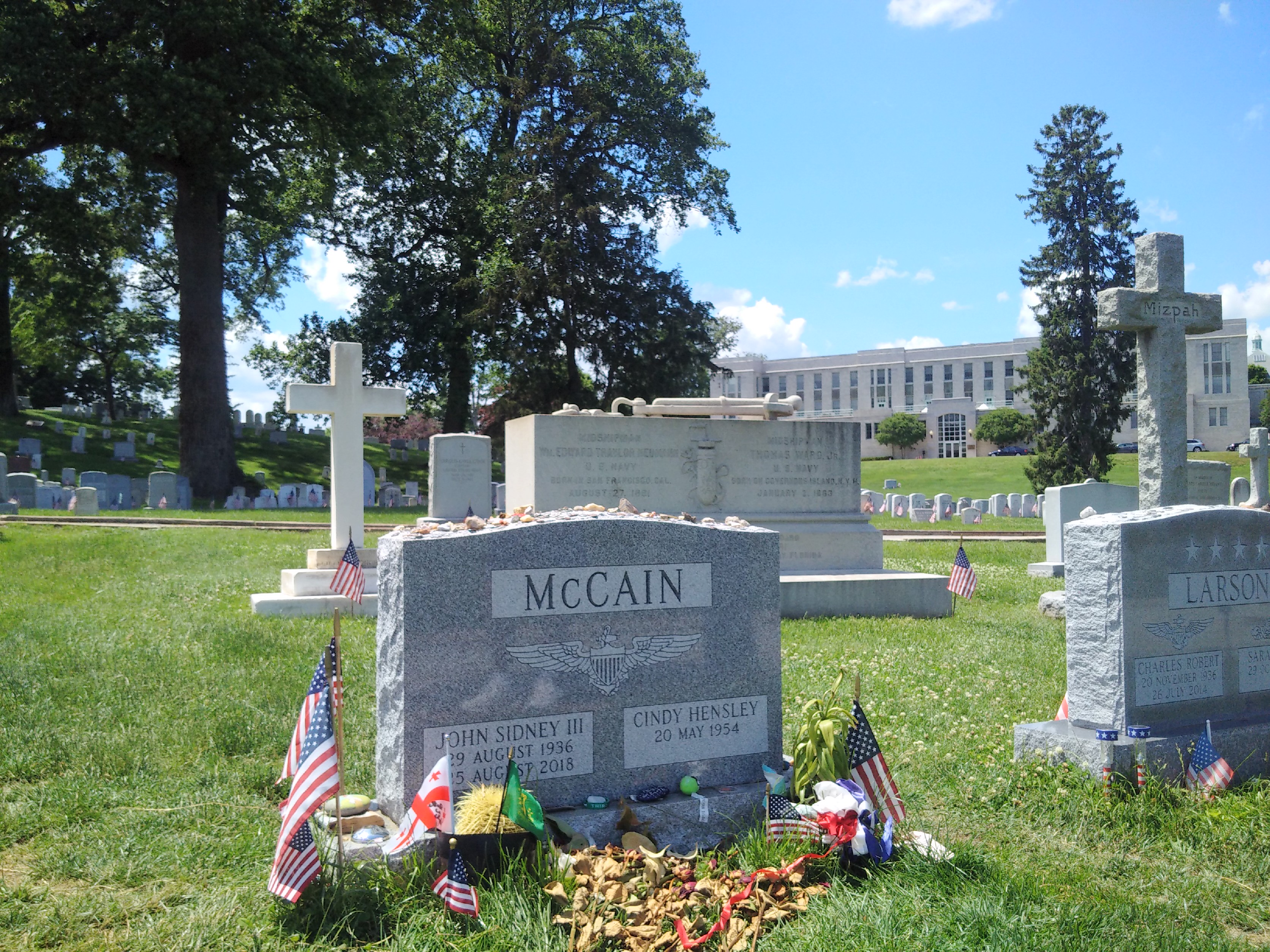
Могила Джона Маккейна

25 июля, меньше чем через две недели после операции, Маккейн вернулся в Сенат. Его голос стал решающим, что позволило Сенату начать рассмотрение законопроектов по замене Obamacare. Также он произнёс речь, где раскритиковал республиканцев и демократов за голосование строго по линии партии при принятии Obamacare. Он призвал «вернуться к регулярному порядку», прибегая к обычным слушаниям в комитетах и неторопливости. 28 июля Маккейн выступил с решающим голосом против окончательного предложения республиканцев, после чего их билль провалился с результатом 49-51 голосов.
Маккейн не голосовал в Сенате после декабря 2017 года, оставшись в Аризоне, где он проходил лечение от опухоли. 15 апреля 2018 года он подвергся операции из-за инфекции, вызванной дивертикулёзом. На следующий день было сообщено, что его состояние остаётся стабильным.
24 августа 2018 года он объявил о намерении прекратить лечение опухоли. 25 августа 2018 года Джон Маккейн скончался на 82-м году жизни. До похорон гроб с телом покойного находился в здании законодательного собрания Аризоны в Финиксе, после чего торжественное прощание с сенатором прошло 31 августа в Вашингтоне в здании Капитолия. В траурной церемонии приняли участие бывшие президенты США Билл Клинтон, Дж. Буш-младший и Барак Обама, а также бывший Государственный секретарь США 95-летний Генри Киссинджер и 106-летняя мать Джона Маккейна Роберта Маккейн. В числе несших гроб был российский оппозиционный политик Владимир Кара-Мурза. Джон МакКейн был похоронен 2 сентября в столице штата Мэриленд — городе Аннаполис на кладбище Военно-морской Академии, чьим выпускником он был когда-то.
Отказ Маккейна поддержать кампанию Трампа, а также роль сенатора в провале билля об отмене Obamacare привели к публичному конфликту между Маккейном и президентом. Семья сенатора отказалась приглашать Трампа на похороны, хотя дочь и зять президента посетили их к неудовольствию семьи покойного. Конфликт стал одной из причин поражения Трампа в Аризоне на следующих президентских выборах, когда вдова популярного в штате Маккейна публично поддержала демократа Джо Байдена. Это поражение стало первым для республиканского кандидата на президентских выборах в Аризоне с 1996 года.

## Политические взгляды

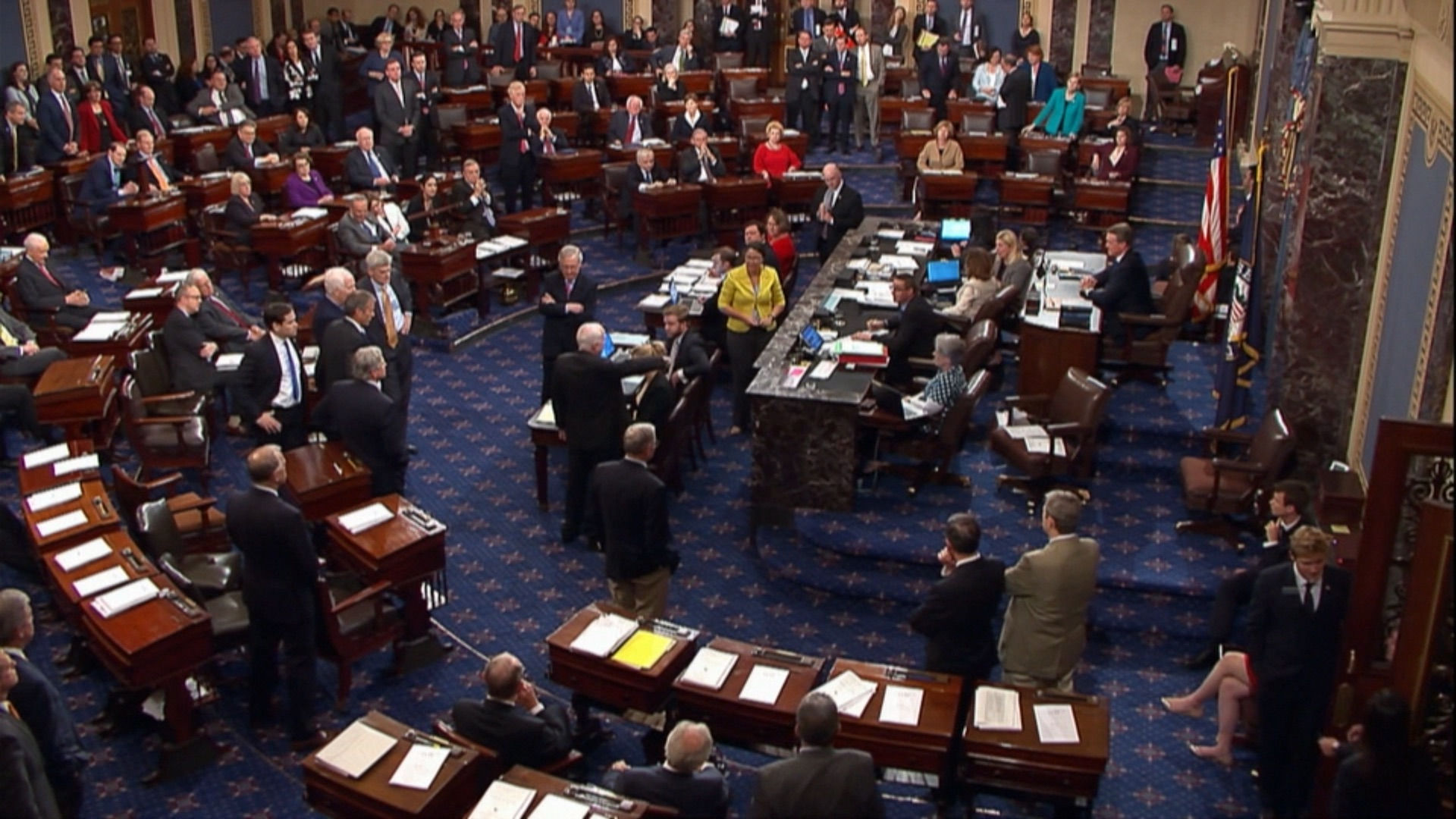
Маккейн голосует против отмены Obamacare.

Маккейн выступал за укрепление военного потенциала США, увеличение численности американских вооружённых сил и за развёртывание системы противоракетной обороны (ПРО). По его мнению, «эффективная ПРО имеет критически важное значение в качестве страховки от потенциальных угроз, происходящих от возможных стратегических соперников, таких как Россия и Китай».
Он был сторонником либерализации иммиграционного законодательства (с некоторыми ограничениями) и действий по предотвращению глобального потепления — в этих вопросах его позиция расходится с точкой зрения консервативного большинства республиканского электората. В отличие от большинства коллег по партии, он проголосовал в Сенате против поправки в Конституцию, запрещающей однополые браки, и за федеральное финансирование программы исследования стволовых клеток. В то же время его позиция по ряду других знаковых вопросов — таких как аборты, смертная казнь, проблемы социального обеспечения — носила отчётливо консервативный характер.
Маккейн сам себя называл консервативным республиканцем в духе Теодора Рузвельта, имея в виду репутацию Рузвельта как сторонника реформ, защиты окружающей среды и жесткой внешней политики.

### Критика Владимира Путина и России
Джон Маккейн был известен своим критическим отношением к политике Президента России Владимира Путина. В российской газете «Известия» Маккейн был назван «главным русофобом Америки». В 2003 году он заявил, что «американская внешняя политика должна отражать отрезвляющий вывод о том, что российское правительство, которое не разделяет наши самые базовые ценности, не может быть другом или партнёром и рискует своим собственным поведением поставить себя в разряд врагов». По его мнению, «ползучий путч против сил демократии и рыночного капитализма в России угрожает основам американо-российских взаимоотношений и порождает призрак новой эры „холодного мира“ между Вашингтоном и Москвой». Обыгрывая известное замечание[какое?] Джорджа Буша о «душе Путина», после встречи с российским президентом в Словении Маккейн заявил: «Когда я заглянул в глаза Путину, то увидел три буквы: КГБ».
В сентябре 2013 года в ответ на статью В. В. Путина «Россия призывает к осторожности», опубликованную в газете The New York Times, Маккейн выступил на интернет-портале Pravda.ru с собственной статьёй под названием «Россияне заслуживают лучшего, чем Путин», в которой Маккейн, отмежёвываясь от обвинений в том, что «выступает с антироссийской точкой зрения», в очередной раз подверг резкой критике внутреннюю и внешнюю политику российского руководства.
В феврале 2017 года стал жертвой розыгрыша российских пранкеров Вована и Лексуса, которые сообщили Маккейну о хакерской атаке на него русских хакеров Абырвалга и Славика. В мае 2017 года Маккейн заявил что «…президент России Владимир Путин является большей угрозой для международной безопасности, чем экстремистская группировка „Исламское государство“».

### Отношение к России
В 2005 году Маккейн и сенатор Джозеф Либерман внесли в сенат проект резолюции с требованием приостановить членство России в «большой восьмёрке». В том же году стал одним из инициаторов принятия сенатом резолюции с обвинением российских властей в том, что судебный процесс над Михаилом Ходорковским и Платоном Лебедевым был «политически мотивированным». Требование исключить Россию из G8 Маккейн высказывал и в дальнейшем:

Сегодня мы видим Россию, возглавляемую кликой бывших разведчиков. Они пытаются запугать своих демократических соседей, таких как Грузия, пытаются играть на зависимости Европы от российских нефти и газа. Нужно пересмотреть западный взгляд на реваншистскую Россию. Для начала нужно расширить G8 и включить в неё лидирующие рыночные демократии — Бразилию и Индию, а также исключить Россию.

После введения в 2014 году правительством США санкций против России неоднократно требовал их ужесточения и расширения. В январе 2017 года вкупе с сенаторами Кардином, Менендесом и ещё 7-ю от обеих основных партий внёс законопроект (в форме поправки в законопроект о применении ограничительных мер в отношении Ирана) о введении против России всеобъемлющих санкций в связи с попытками влияния на выборы 2016 года. Законопроект был одобрен Сенатом в июне 2017 года.

### Критика А. Г. Лукашенко
Маккейн активно критиковал деятельность президента Беларуси Александра Лукашенко, в связи с чем в 2004 году ему был запрещён въезд в эту страну — по утверждениям самого Маккейна, его сторонников и части СМИ, оппозиционных нынешнему белорусскому руководству. Белорусские власти же утверждали, что этот шаг был симметричным ответом (не только в отношении Маккейна, но и ряда других американских официальных лиц) на аналогичные меры США в отношении Лукашенко и других представителей руководства Беларуси. Джон Маккейн является одним из авторов проекта «Акт о демократии в Беларуси».

### Мнение о Грузии
Джон Маккейн позиционировал себя как защитник интересов Грузии ещё до того, как Владимир Путин стал президентом России. Так, в ноябре 1999 года он заявил: «Многочисленные преступления совершаются российскими военными, которые пытаются вернуть контроль над странами бывшего Советского Союза, в первую очередь, над Грузией, которую возглавляет один из величайших людей в истории мира господин Шеварднадзе».
В 2005 году Маккейн вместе с сенатором Хиллари Клинтон выдвинул кандидатуры Михаила Саакашвили и Виктора Ющенко на Нобелевскую премию мира. В заявке было сказано: «Присуждение этим двум людям Нобелевской премии мира отметит не только их историческую роль в Грузии и Украине, но породит также надежду и вдохновение для всех тех, кто стремится к свободе в других странах, где её нет».
В 2007 году Маккейн был сторонником законопроекта о поддержке усилий по вступлению в НАТО Грузии и Украины.
26 августа 2008 года Маккейн заявил: «После того, как Россия незаконно признала независимость Южной Осетии и Абхазии, страны Запада должны подумать о независимости Северного Кавказа и Чечни, которая подвергалась кровавому насилию со стороны России».

### Дискуссия о выборах в России
В декабре 2011 года Маккейн написал в своём твиттере «Дорогой Влад! „Арабская весна“ приближается к вашим окрестностям». Владимир Путин отреагировал, заявив, что Маккейн, «как известно, воевал во Вьетнаме» и «на его руках достаточно крови мирных граждан». Путин отметил также, что Маккейн «попал в плен во Вьетнаме, и просидел не просто в тюрьме, а в яму его посадили, он сидел там несколько лет. У любого человека „крыша съедет“».
«Я думаю, что совершенно очевидно, что господин Путин, которого мне нравится называть Владом, почувствовал острую боль», — отметил Маккейн в телеэфире.

### Сирия
Маккейн был сторонником поставок вооружения повстанцам. В конце мая 2013 сенатор тайно посетил Сирию и встречался с лидерами антиправительственных сил (27 мая 2013).
Выступал за нанесение удара по объектам сирийской армии и правительства. 2 сентября 2013 сенатор встречался с президентом Обамой для разговора о Сирии, после которого заявил:

Если бы конгресс отклонил резолюцию [об ударе по Сирии] после того, как президент Соединённых Штатов уже выразил готовность действовать, последствия были бы катастрофическими.

### Украина

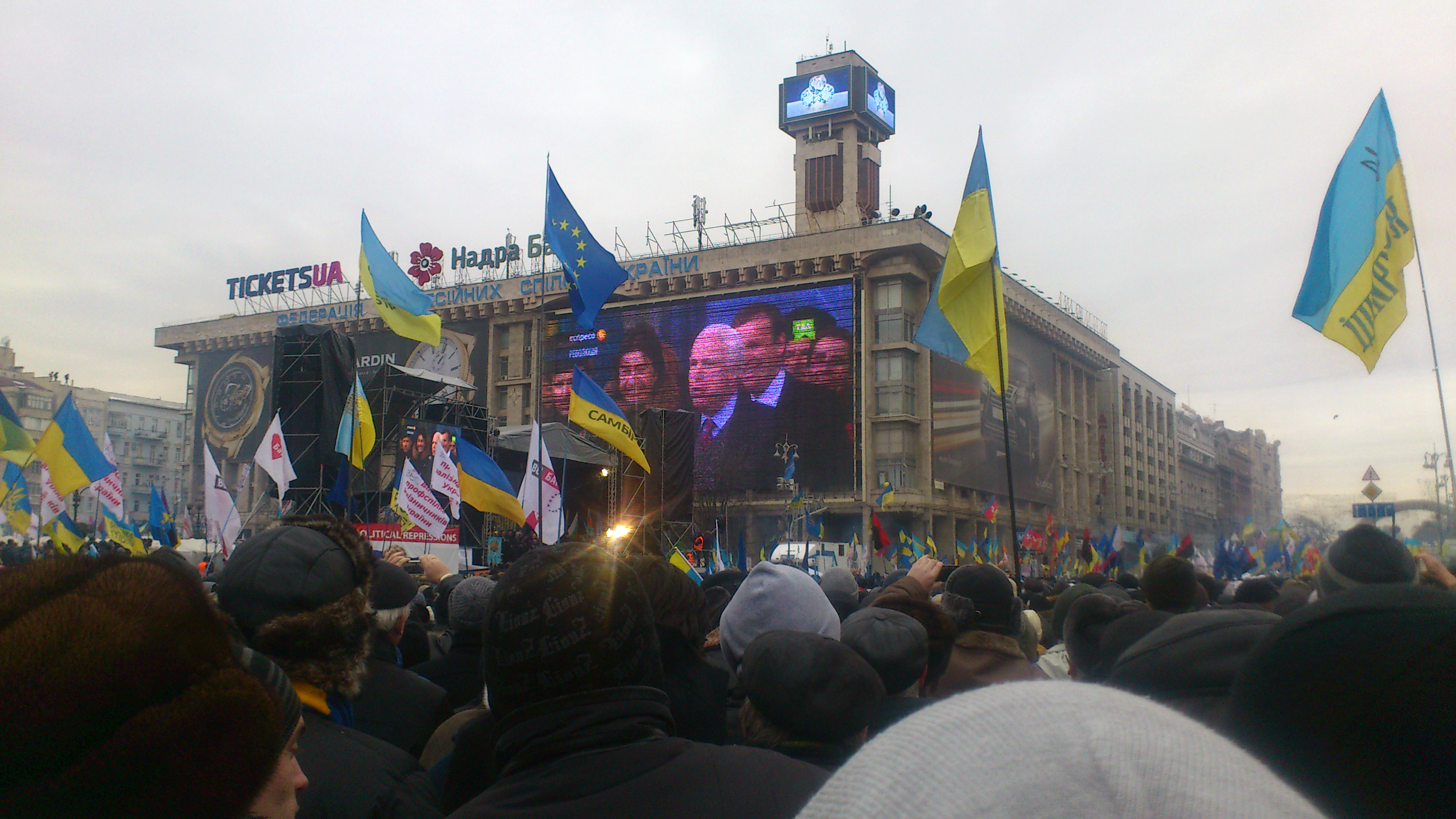
Маккейн выступает на Евромайдане. 15 декабря 2013

20 марта 2014 года Министерство иностранных дел Российской Федерации опубликовало список санкций в отношении представителей США в ответ на санкции в связи с украинскими событиями 2014 года. В список вошли девять граждан США, в том числе Джон Маккейн. В ответ Джон Маккейн заявил: 
По всей видимости, мне не удастся провести весенние каникулы в Сибири, мои акции Газпрома пропали, а мой тайный банковский счёт в Москве заморожен. Тем не менее, я никогда не прекращу усилий в поддержку свободы, независимости и территориальной целостности Украины, включая Крым.
За несколько дней до этого Маккейн заявил: «Россия — это бензоколонка, которая притворяется страной».
22 января 2015 года Маккейн призвал президента Барака Обаму предоставить Украине летальное оружие.

## Награды

### Американские
За время военной службы Маккейн был награждён медалью «Серебряная звезда», орденом «Легион почёта» с литерой «V» и золотой звездой, Крестом лётных заслуг, медалями «Бронзовая звезда» с литерой «V» и двумя золотыми звёздами, «Пурпурное сердце» со звездой, «За похвальную службу», Воздушной медалью с бронзовой звездой и цифрой, Похвальной медалью Флота с литерой «V» и золотой звездой, Боевой ленточкой, Благодарностью подразделению Флота, Похвальной благодарностью подразделению, Медалью военнопленного, медалями «За службу национальной обороне», «За службу во Вьетнаме» с тремя бронзовыми звёздами, Медалью экспедиционных вооружённых сил, Экспедиционной медалью Флота, Медалью вьетнамской кампании.

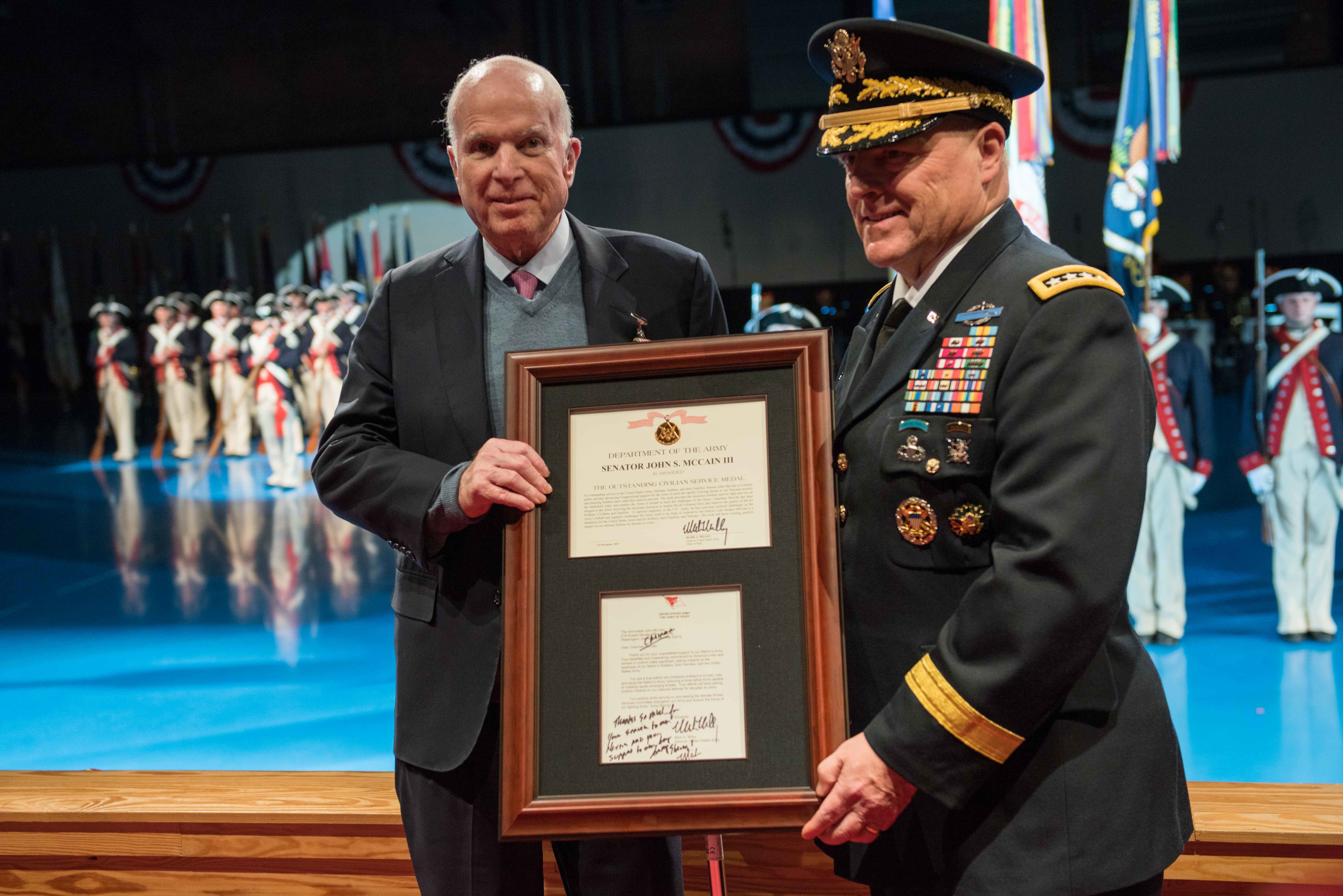
Вручение медали «За выдающуюся гражданскую службу», 14 ноября 2017 года

- Почётная медаль острова Эллис (Национальная этническая коалиция организаций[англ.], 6 мая 2000)[77]. Вручена председателем НЭКО Уильямом Фугази на церемонии на острове Эллис[78][79].
- Награда «За выдающуюся гражданскую службу» (Американский легион, 28 февраля 2017)[80]. Вручена национальным командиром Американского легиона Чарльзом Шмидтом на 57-й ежегодной конференции в отеле «Washington Hilton[англ.]» в Вашингтоне[81].
- Филадельфийская медаль Свободы (Национальный центр конституции[англ.], 6 июля 2017)[82]. Вручена председателем совета попечителей Национального центра конституции бывшим вице-президентом США Джо Байденом на церемонии в Филадельфии[83][84][85].
- Медаль «За выдающуюся гражданскую службу»[англ.] (Министерство Армии США, 14 ноября 2017)[86]. Вручена начальником штаба Армии США Марком Милли на церемонии на базе Майер-Хендерсон Холл[англ.][87].
- Президентская медаль Свободы (2022, посмертно)[88]

### Иностранные
- Орден Доброй Надежды (ЮАР)

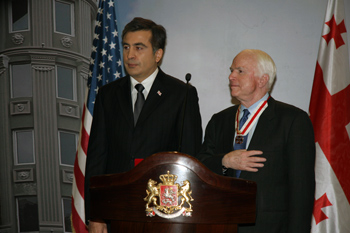
Вручение ордена Национального героя, Батуми, 11 января 2010 года

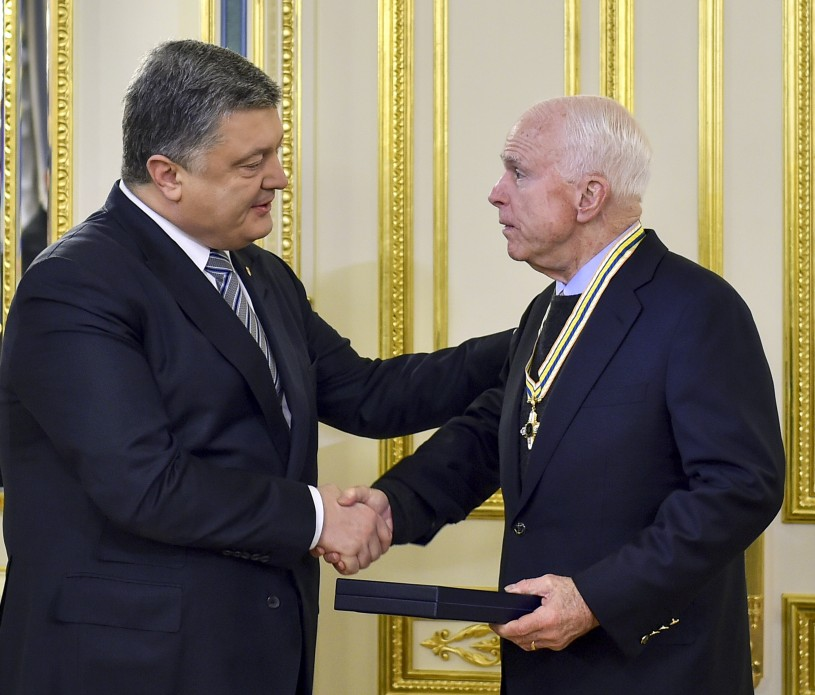
Вручение ордена Свободы, Киев, 30 декабря 2016 года

- Командор ордена «За верную службу» (Румыния, 2000)[89]
- Орден «Стара-планина» I степени (Болгария, 23 июля 2001)[90]
- Орден Креста земли Марии 1-й степени (Эстония, 4 февраля 2002)[91][92]. Вручён президентом Эстонии Арнольдом Рюйтелем[93][94].
- Памятный знак за личный вклад в развитие трансатлантических отношений Литвы и по случаю приглашения Литовской Республики в НАТО (Литва, 12 февраля 2003)[95].
- Орден Великого князя Литовского Гядиминаса степени кавалера Большого командорского креста (Литва, 25 июня 2003)[96][97].
- Орден Трёх звёзд 2-й степени (Латвия, 12 октября 2005)[98]. Вручён президентом Латвии Вайрой Вике-Фрейбергой во время визита в Вашингтон[99][100].
- Орден Победы имени Святого Георгия (Грузия, 27 августа 2006)[101][102]. Вручён президентом Грузии Михаилом Саакашвили на праздновании 70-летия Маккейна в деревне Гонио[101][103].
- Орден Национального героя (Грузия, 11 января 2010)[104]. Вручён президентом Грузии Михаилом Саакашвили на церемонии в отеле «Sheraton» в Батуми[105][106].
- Орден Заслуг перед Республикой Польша степени кавалера Командорского креста со звездой (Польша, 21 января 2011)[107]. Вручён министром иностранных дел Польши Радославом Сикорским на 2-й ежегодной лекции им. Бронислава Геремека в отеле «Ritz-Carlton[англ.]» в Вашингтоне[108][109].
- Орден Святого Равноапостольного князя Владимира Великого I степени (Украинская православная церковь Киевского патриархата, 3 февраля 2015)[110]. Вручён патриархом Киевским и всея Руси-Украины Филаретом во время визита в Вашингтон[111].
- Премия «Дух Яна Карского» (Польша, 20 ноября 2014)[112][113]. Вручена на церемонии в генеральном консульстве Польши в Нью-Йорке[114][115].
- Премия «Белый Орёл» (Польша, 3 мая 2015)[116]. Вручена послом Польши в США Рышардом Шнепфом[англ.] на церемонии в посольстве в Вашингтоне[117].
- Орден Свободы (Украина, 22 августа 2016)[118]. Вручён президентом Украины Петром Порошенко на церемонии в Киеве[119].
- Наградное оружие — автомат (Украина, 31 декабря 2016)[120][121]. Вручён президентом Украины Петром Порошенко на передовой в Широкино[122][123][124].
- Орден Сил обороны[эст.] (Эстония, 27 декабря 2016)[125][126]. Вручён командующим[англ.] Силами обороны Эстонии генерал-лейтенантом Рихо Террасом на церемонии в Главном штабе Сил обороны[англ.] в Таллинне[127][128][129].
- Орден Свободы (Косово, 14 апреля 2017)[130][131]. Вручён президентом Косово Хашимом Тачи во время визита в Вашингтон[132].
- Орден Витаутаса Великого степени кавалера Большого командорского креста (Литва, 3 июля 2018)[133]. Вручён президентом Литвы Далей Грибаускайте[134].
- Орден Большой звезды Черногории (Черногория, 2018).
- Орден Черногорского флага[серб.] I степени (Черногория, 2018)[135].

## В культуре
- В 2012 году вышел телефильм «Игра изменилась», сюжет которого рассказывает о президентских выборах в США 2008 года. Роль Маккейна исполнил Эд Харрис[136].

## Память
По предложению президента Украины Петра Порошенко, 4 апреля 2019 года Киевский городской совет переименовал улицу Ивана Кудри в улицу Джона Маккейна.

### Комментарии
1. ↑  Пленные американские лётчики прозвали тюрьму, в которой их держали, «Ханойским Хилтоном».